# Pouhon Pierre le Grand

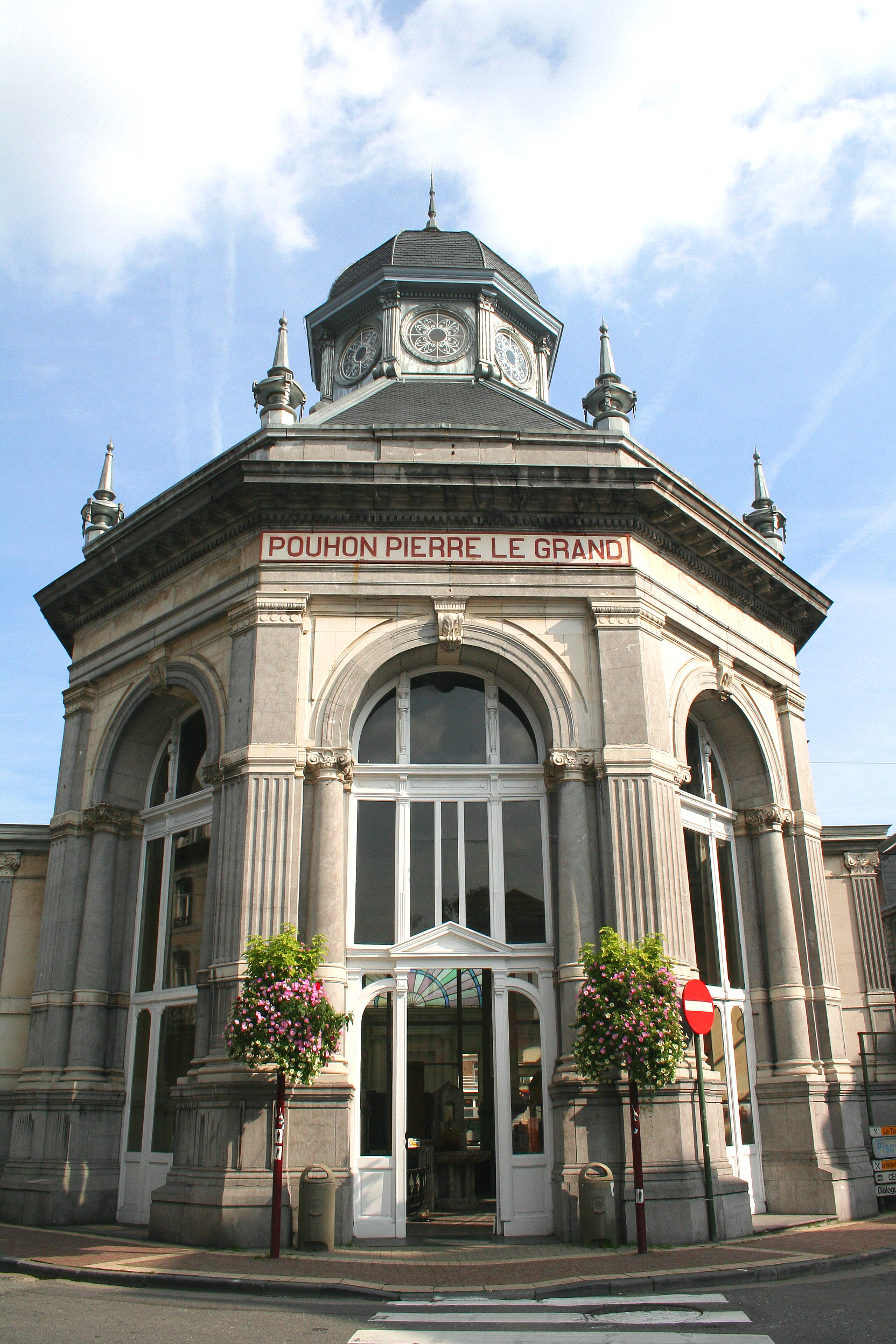
Façade du Pouhon Pierre-le-Grand.

Le Pouhon Pierre-le-Grand est un bâtiment de la ville de Spa, en Belgique qui abrite une source d'eau minérale particulièrement célèbre car fréquentée par le tsar Pierre le Grand. Conçu par l'architecte Victor Besme et construit en 1880 il fut rénové en 2009-2012 et abrite aujourd'hui l'office  spadois du tourisme. Le bâtiment est classé. 

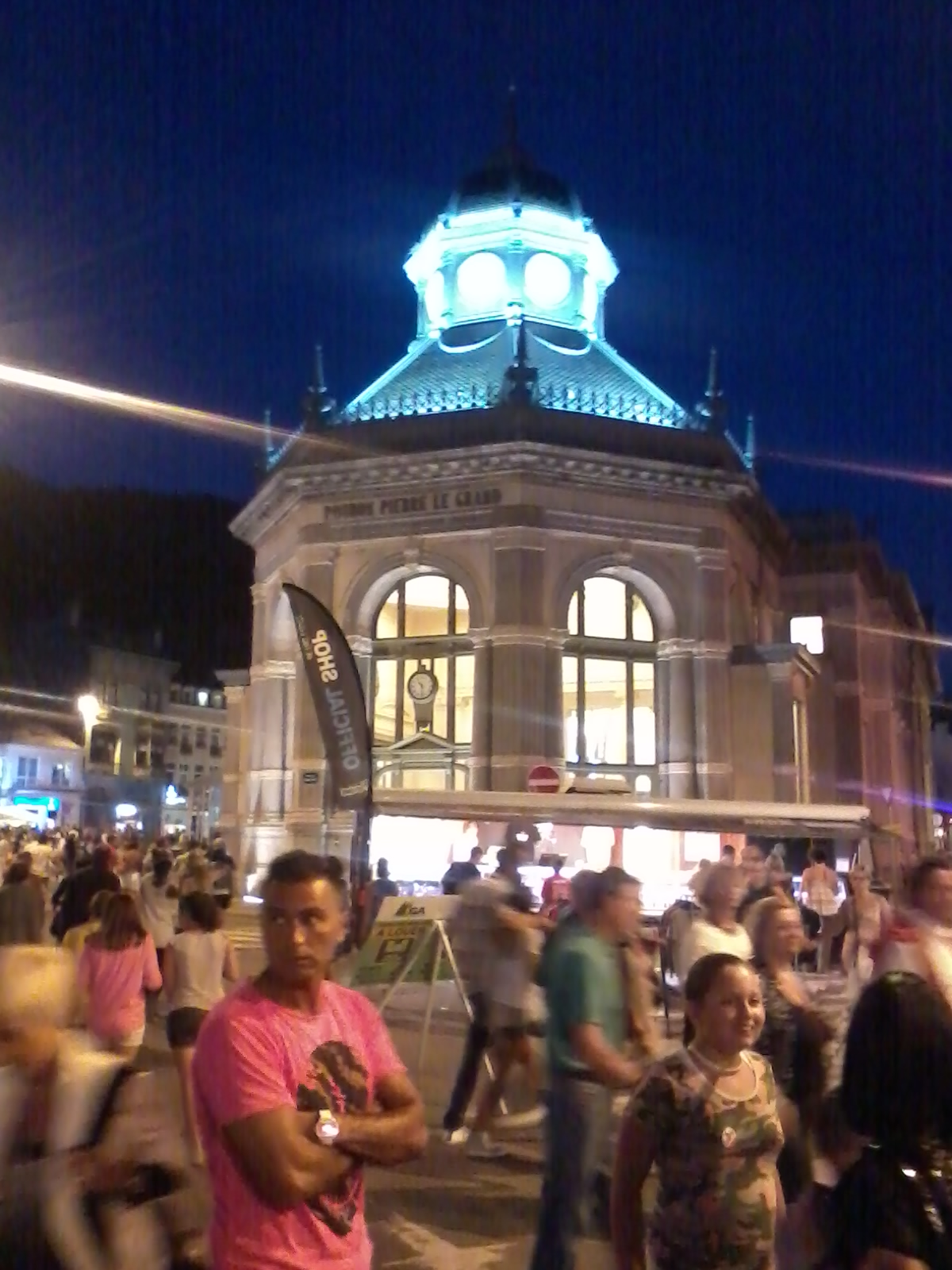
Vue de nuit pendant le festival des Francofolies de Spa.

## Description

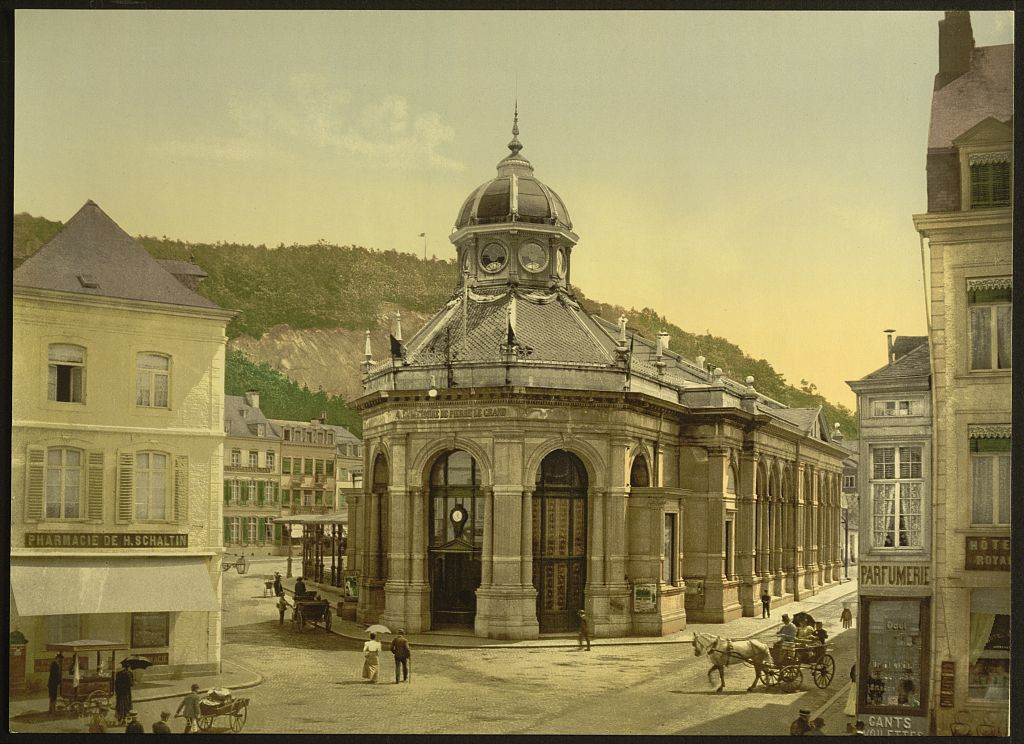
Le Pouhon Pierre-le-Grand vers 1900

À l'intérieur de l'édifice, jaillit la fontaine appelée la "Fontaine aux dauphins intérieure" du Pouhon Pierre-le-Grand, la plus importante et la plus connue à Spa [réf. souhaitée].

## Histoire
Lorsque Pierre Ier séjourna en principauté de Liège, à Spa, en 1717, pour y « prendre les eaux », il acheta une multitude d’ouvrages en bois de Spa dits « Jolités de Spa »,, provenant de l’artisanat local, et fit le projet d’ouvrir un Spa russe à Olonets (la source la plus célèbre de Spa, porte d'ailleurs le nom de « Pouhon Pierre-le-Grand ». Un buste du tsar, offert par le prince Anatole Demidoff, y fut placé en 1856).
Le Pouhon Pierre-le-Grand est un des édifices les plus visités de Spa [réf. souhaitée].
De septembre 2009 à juin 2012, le pouhon subit une rénovation et une modernisation. Une verrière y fut installée et accueille désormais l'office du tourisme. Dans le jardin d'hiver, entièrement restauré, se déroulent régulièrement des expositions culturelles.